# Doug Bradley

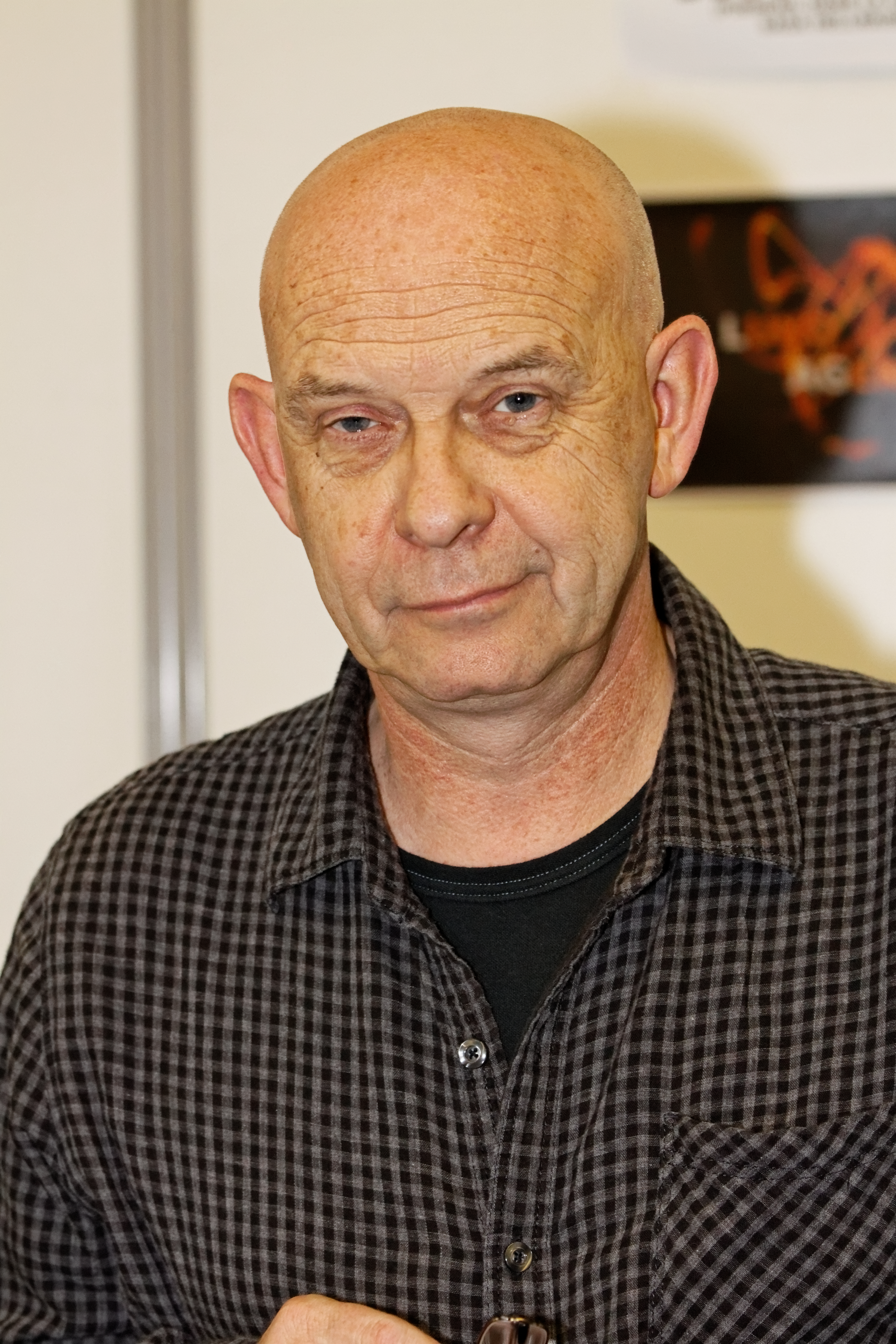
Doug Bradley (2012)

Douglas William „Doug“ Bradley (* 7. September 1954 in Liverpool, England) ist ein britischer Schauspieler.

## Leben

### Schauspielkarriere
Seine bekannteste Rolle ist die des „Pinhead“ in den Hellraiser-Filmen. Insgesamt verkörperte er diesen in acht von zehn Teilen der Reihe. Daneben spielte er auch in den Filmadaptionen von Clive Barkers Book of Blood, The Forbidden, Salome und Nightbreed. 2011 war er neben Sid Haig, Matthan Harris und Bill Moseley im texanischen Horror-Thriller The Infliction zu sehen. Im April 2012 bekam er eine Rolle als Kannibale in Wrong Turn 5: Bloodlines.

### Synchronsprecherkarriere
Er sprach außerdem Gilles de Rais auf dem Konzeptalbum Godspeed on the Devil’s Thunder der Metal-Band Cradle of Filth.
Am 19. Januar 2012, dem Geburtstag von Edgar Allan Poe, liest Bradley im Rahmen der Sendung Delamorte’s Dungeon of Delights, Poe’s Werke The Tell-Tale Heart, The Masque of the Red Death, The Raven und The Oval Portrait.
Zudem veröffentlichte er mit „Doug Bradley’s Spine Chillers“ ein Hörbuch, bei dem Horror-Ikonen wie Robert Englund und Jeffrey Combs, Kurzgeschichten von H. P. Lovecraft, Edgar Allan Poe, Charles Dickens, MR James, WW Jacobs, Rudyard Kipling, Ambrose Bierce und Arthur Conan Doyle vorlesen.

### Privates
Bradley ist verheiratet und Vater von zwei Kindern. Zudem veröffentlichte er 2004 als Autor die Autobiografie Sacred Masks: Behind the Mask of the Horror Actor.

## Filmografie (Auswahl)
- 1973: Salome (Kurzfilm)
- 1978: The Forbidden
- 1987: Hellraiser – Das Tor zur Hölle (Hellraiser)
- 1988: Hellbound – Hellraiser II (Hellbound: Hellraiser II)
- 1990: Cabal – Die Brut der Nacht (Nightbreed)
- 1990: The Bill (Fernsehserie, 1 Folge)
- 1992: Hellraiser III
- 1993: Inspektor Morse, Mordkommission Oxford (Inspector Morse, Fernsehserie, 1 Folge)
- 1993: Shepherd on the Rock
- 1995: Proteus – Das Experiment (Proteus)
- 1995: The Big Game
- 1996: Hellraiser IV – Bloodline
- 1996: Killer Tongue (La lengua asesina)
- 1998: Driven
- 1998: Archangel Thunderbird
- 1999: Ein perfekter Ehemann (An Ideal Husband)
- 2000: Hellraiser V – Inferno
- 2001: Judge John Deed: Exacting Justice
- 2001: On Edge
- 2001: Boogeymen: The Killer Compilation
- 2002: Hellraiser: Hellseeker
- 2002: Red Lines
- 2003: Dominator
- 2005: God’s Army IV – Die Offenbarung (The Prophecy: Uprising)
- 2005: Hellraiser: Deader
- 2005: Hellraiser: Hellworld
- 2006: Pumpkinhead: Asche zu Asche (Pumpkinhead: Ashes to Ashes)
- 2007: Ten Dead Men
- 2008: To The Devil His Due
- 2008: The Cottage
- 2008: Doug Bradley’s Spine Chillers: The Outside
- 2008: Clive Barker’s Book of Blood (Book of Blood)
- 2010: Der Exorzismus der Emma Evans (La posesión de Emma Evans)
- 2012: Wrong Turn 5: Bloodlines
- 2023: The Exorcists – Die Hölle öffnet ihre Pforten (The Exorcists)
- 2024: Witch Hunter – Der Hexenjäger (Witch Hunter)

## Videospiele
- 2022: Star Wars: The Old Republic - Legacy of Sith (Vitiate Synchronisation)
- 2016: Dead by Daylight (The Cenobit Synchronisation, DLC Hellraiser vom 7. September 2021)[8]
- 2014: Star Wars: The Old Republic - Shadow of Revan (Vitiate, the Sith Emperor Synchronisation)
- 2011: Star Wars: The Old Republic (Vitiate Synchronisation)